# Верховина (Запорожская область)
Верхови́на (укр. Верховина) — село,
Поляновский сельский совет,
Мелитопольский район,
Запорожская область,
Украина.
Код КОАТУУ — 2323083503. Население по переписи 2001 года составляло 50 человек.

## Географическое положение
Село Верховина находится в 2-х км к востоку от реки Большой Утлюк,
в 2 км к северу от канала Р-9 и в 5 км к югу от автомобильной дороги М-14 (E 58) Одесса-Мелитополь-Новоазовск.
Село состоит из одной улицы длиной около 2 км.
В 3 км к юго-западу от Верховины находится село Анновка Акимовского района, в 3 км к северо-востоку — Лазурное. Асфальтированная дорога ведёт из Верховины в Поляновку и к дороге М-14.

## История
Село было основано в 1858 году (по другим данным в 1890 году) под названием Александрфельд немцами-лютеранами из Пришибских колоний. Входило в Эйгенфельдскую волость Мелитопольского уезда Таврической губернии. В 1886 году в селе действовала школа.
В 1926 году Александрфельд был центром сельсовета в составе Мелитопольского округа.
В 1945 г. — переименовано в Александровку
Согласно сайту Верховной Рады Украины, село носит название Верховина с 1945 года. Однако в справочнике по административно-территориальному делению за 1947 год Верховина отсутствует, но упоминается село Александровка, которое с большой вероятностью может быть нынешней Верховиной.
- В колонии Александрфельд. 1918
- Подворье колонистов. 1918
- Подъём воды из скважины. 1918
- Полевая столовая. 1918
- Скот и лошади на выгуле. 1918

## Население
Динамика численности населения в Верховине представлена в следующей таблице:
| Год  | Население |  |
| ---- | --------- |  |
| 1864 | 324       |  |
| 1886 | 573       |  |
| 1897 | 536       |  |
| 1905 | 491       |  |
| 1911 | 416       |  |
| 1915 | 422       |  |
| 1918 | 340       |  |
| 1926 | 725       |  |
| 1990 | 50        |  |
| 2001 | 50        |  |

В 1926 году из 725 жителей села 706 (97,4 %) были немцами.